# Cadiz (Ohio)
Cadiz é uma vila localizada no estado norte-americano de Ohio, no Condado de Harrison.

## Demografia
Segundo o censo norte-americano de 2000, a sua população era de 3308 habitantes. 
Em 2006, foi estimada uma população de 3371, um aumento de 63 (1.9%).

## Geografia
De acordo com o United States Census Bureau tem uma área de 
23,2 km², dos quais 22,9 km² cobertos por terra e 0,3 km² cobertos por água. Cadiz localiza-se a aproximadamente 322 m acima do nível do mar.

## Localidades na vizinhança
O diagrama seguinte representa as localidades num raio de 16 km ao redor de Cadiz. 